# Christoph Ransmayr

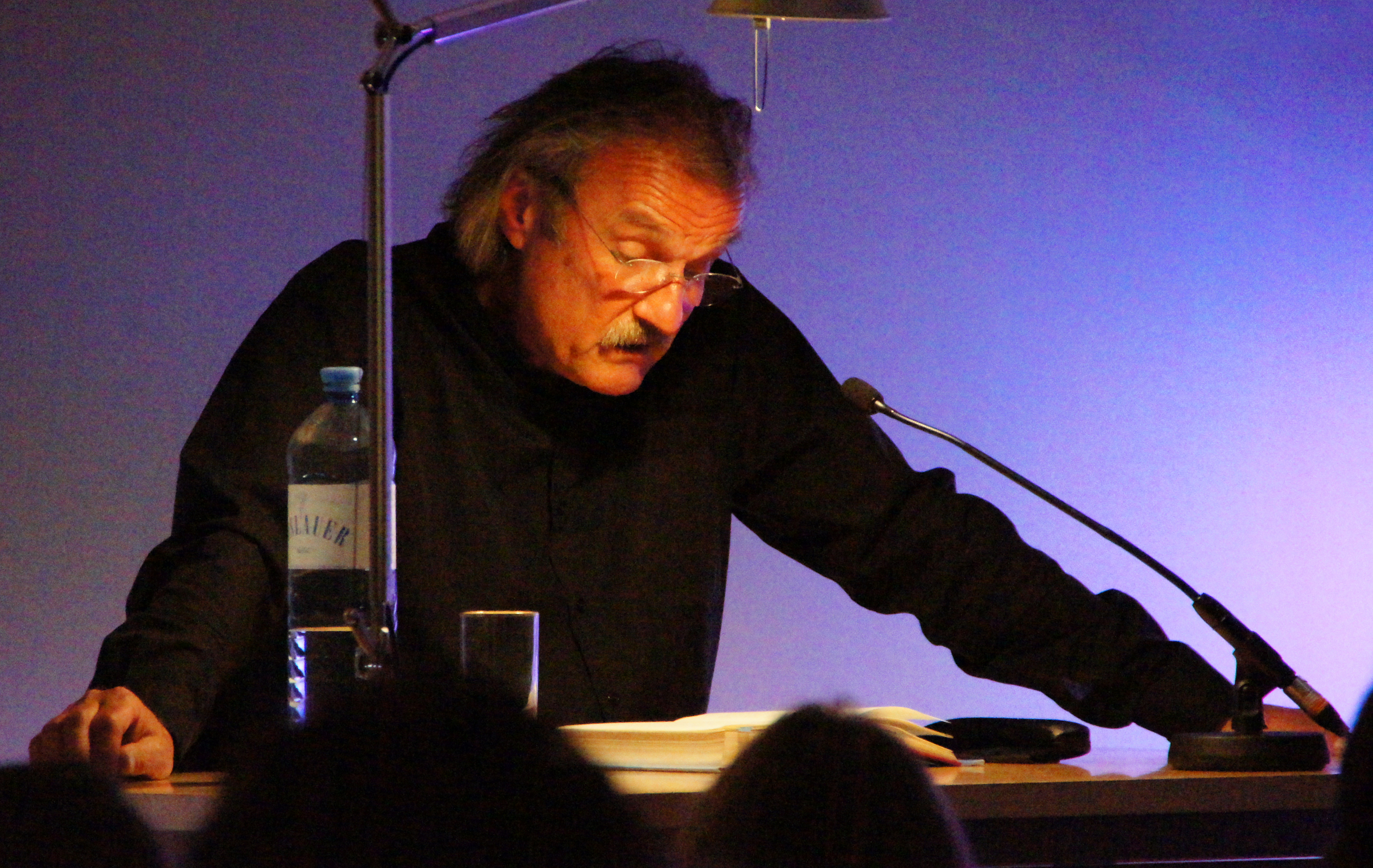
Ransmayr 2013

Christoph Ransmayr, född 20 mars 1954 i Wels, Oberösterreich, är en österrikisk författare. Han läste filosofi vid Wiens universitet 1972–1978 och romandebuterade 1984. Hans genombrott som romanförfattare var med Den sista världen från 1988, som handlar om en man som besöker Tomis i jakt på spår efter Ovidius. Ransmayr fick Aristeionpriset 1996 för Morbus Kitahara, en dystopisk skildring inspirerad av Morgenthauplanen.

## Utgivet
- 1982: Strahlender Untergang (med Willy Puchner)
- 1984: Die Schrecken des Eises und der Finsternis
- 1988: Die letzte Welt
- 1995: Morbus Kitahara
- 1997: Der Weg nach Surabaya
- 1997: Die dritte Luft, oder Eine Bühne am Meer
- 2001: Die Unsichtbare. Tirade an drei Stränden
- 2002: Der Ungeborene, oder Die Himmelsareale des Anselm Kiefer
- 2003: Die Verbeugung des Riesen. Vom Erzählen
- 2004: Geständnisse eines Touristen. Ein Verhör
- 2006: Der fliegende Berg
- 2007: Damen & Herren unter Wasser (med Manfred Wakolbinger)
- 2010: Odysseus, Verbrecher. Schauspiel einer Heimkehr
- 2011: Der Wolfsjäger. Drei polnische Duette (med Martin Pollack)
- 2012: Atlas eines ängstlichen Mannes
- 2014: Gerede: Elf Ansprachen
- 2016: Cox oder Der Lauf der Zeit

På svenska
- 1989: Den sista världen – roman med ett ovidianskt register. Översättning: Ulrika Wallenström.
- 1991: Isens och mörkrets fasor. Översättning: Ulrika Wallenström.